# Valérie Courtois
Valérie Courtois (Bilzen, 1 november 1990) is een Belgisch voormalig volleybalster. 

## Levensloop
Courtois debuteerde in 2008 in de Belgische nationale ploeg. Courtois speelde als libero. In 2019 stopte ze met topvolleybal. 
In het televisieprogramma De prijs van de winnaar deed ze haar beklag over bondstrainer Gert Vande Broek van de Yellow Tigers, samen enkele andere spelers. Sportminister Ben Weyts zette een magistraat op de zaak en de bond Volley Vlaanderen besliste om een vordering te starten tegen de bondstrainer.
Haar broer Thibaut is ook sportief actief.